# Kanton Montaigu-de-Quercy
Der Kanton Montaigu-de-Quercy war bis 2015 ein französischer Wahlkreis im Arrondissement Castelsarrasin, im Département Tarn-et-Garonne und in der Region Midi-Pyrénées. Der Hauptort war die Stadt Montaigu-de-Quercy. Vertreter im Generalrat des Départements war zuletzt von 2008 bis 2015 Jean Lavabre (PRG). 

## Gemeinden
Der Kanton bestand aus sechs Gemeinden:
| Gemeinde            | Einwohner Jahr | Fläche km² | Bevölkerungsdichte | Code INSEE | Postleitzahl |
| ------------------- | -------------- | ---------- | ------------------ | ---------- | ------------ |
| Belvèze             | 205 (2013)     | 13,88      | 15 Einw./km²       | 82016      | 82150        |
| Montaigu-de-Quercy  | 1.370 (2013)   | 76,44      | 18 Einw./km²       | 82117      | 82150        |
| Roquecor            | 425 (2013)     | 20,55      | 21 Einw./km²       | 82151      | 82150        |
| Saint-Amans-du-Pech | 202 (2013)     | 6,76       | 30 Einw./km²       | 82153      | 82150        |
| Saint-Beauzeil      | 132 (2013)     | 9,84       | 13 Einw./km²       | 82157      | 82150        |
| Valeilles           | 236 (2013)     | 13,75      | 17 Einw./km²       | 82185      | 82150        |